# Lode Van Hecke
Lode Van Hecke, O.C.S.O. né à Roulers (Belgique) le 16 mars 1950, est un moine cistercien-trappiste belge de l'abbaye d'Orval dont il devient le 63e abbé en 2007. En novembre 2019, il devient le 31e évêque de Gand, premier trappiste à rejoindre l'épiscopat belge.

## Biographie
Lode Van Hecke est né à Roulers en Flandre occidentale le 16 mars 1950, second d'une famille de cinq enfants.
Après avoir obtenu son diplôme de l'école secondaire, il passe un an au séminaire de Bruges puis étudie la philosophie à Louvain. Il interrompt ses études pour le service militaire, au cours duquel un ami milicien lui fait découvrir l'abbaye d'Orval. Il retourne à l'université de Louvain et y obtient une licence en philosophie. Le 24 septembre 1976, il  entre à l'abbaye d'Orval et prononce ses vœux perpétuels en tant que trappiste le 6 mars 1983. Il reprend ses études et obtient une licence de théologie à l'université de Leuven en 1988, avec un mémoire sur Bernard de Clairvaux, et est ordonné prêtre par l'évêque de Namur André Léonard le 20 août 1995.
À Orval, il est maître des novices de 1990 à 1998, directeur de la brasserie monastique de 1998 à 2001, puis prieur et économe de 2000 à 2002.
Il quitte l'abbaye pour travailler à Rome comme secrétaire de l’abbé général de l’Ordre cistercien de la Stricte Observance de 2002 à 2004.
De retour à Orval en 2005, il y redevient prieur ainsi qu'il a la charge des services aux invités. Le 25 janvier 2007, il est élu abbé de l'abbaye d'Orval et, 63e à occuper cette fonction, reçoit la bénédiction abbatiale le 2 juin.
Le 27 novembre 2019, le pape François le nomme évêque de Gand, premier trappiste à accéder à l'épiscopat en Belgique. Il est consacré en la cathédrale Saint-Bavon par le cardinal Jozef De Kesel, le 23 février 2020, en présence de la reine Paola, du ministre Pieter De Crem, de Herman De Croo et d'autres invités de marque.
Sa démission pour raison d'âge est acceptée par le pape Léon XIV le 30 juin 2025.

## Publications
- Lode van Hecke, Le désir dans l'expérience religieuse : l'homme réunifié : Relecture de Saint Bernard, Cerf, 1990, 300 p. (présentation en ligne)
- Lode van Hecke (éditeur scientifique), Méditer avec saint Bernard, Paris, Salvator, 2015, 380 p. (ISBN 978-2-7067-1215-9)